# Craso
Marco Licinio Craso (en latín: Marcus Licinius Crassus (Dives); 115 o 114 a. C.-mayo de 53 a. C., cerca de Harrán, Partia) fue un general y político romano, cónsul en 70 y 55 a. C., miembro del Primer Triunvirato y uno de los hombres más ricos de su tiempo. Pertenecía a una noble familia plebeya, la gens Licinia. En su juventud comenzó su carrera como orador de la corte, pero se vio obligado a interrumpirla a causa de las guerras civiles. El padre y el hermano de Marco Licinio murieron durante el gobierno de Cayo Mario y Lucio Cornelio Cinna (87 a. C.). Tras esto, él mismo se escondió en Hispania, y en el año 83 a. C. se unió a Lucio Cornelio Sila y bajo su mando participó en la derrota del «partido» mariano.
Durante la dictadura de Sila (82-79 a. C.), Craso se enriqueció gracias a la proscripción. En los años siguientes realizó grandes inversiones en el sector inmobiliario urbano, lo que le convirtió en uno de los hombres más ricos de la República romana. Craso aprovechó esto para extender su influencia y, en particular, para superar a Cneo Pompeyo Magno. No se sabe nada de las primeras etapas de su carrera magisterial. Solo en 72 a. C., cuando ambos cónsules fueron derrotados en la rebelión de Espartaco, se le otorgó a Craso el mando militar con poderes especiales. Consiguió restablecer la disciplina en el ejército mediante una serie de duras medidas y derrotó a los rebeldes en seis meses (en la primavera de 71 a. C.). A continuación fue elegido cónsul para el año 70 a. C. y junto con su colega Pompeyo consiguieron abolir las principales disposiciones del régimen de Sila: devolvieron el antiguo ámbito de poderes a los tribunos de la plebe, llevaron a cabo una reforma judicial y revivieron la magistratura del censor.
En el año 65 a. C. el propio Craso ejerció el cargo de censor. En años posteriores estuvo, según algunas fuentes, involucrado en la conjuración de Catilina y también se opuso a Pompeyo, quien había regresado de Oriente. En el año 60 a. C. concertó un triunvirato junto a este último y Cayo Julio César, a través del cual consiguió medidas beneficiosas para él y para los círculos empresariales de Roma en su conjunto. La alianza se reforzó en el convenio de Lucca en 56 a. C. Como resultado, Craso recibió un segundo consulado para el año siguiente y un gobierno en Siria. En el año 54 a. C. entró en guerra contra Partia. Sin embargo, su invasión de Mesopotamia no tuvo éxito: en la batalla de Carras, Craso fue derrotado y muerto.

## Biografía

### Orígenes
Marco Licinio pertenecía a la familia plebeya de la gens Licinia, cuyos representantes formaron parte del primer consejo de tribunos de la plebe y alcanzaron el consulado ya en 364 a. C. Sin embargo, entre 361 y 236 no se les menciona ni una sola vez en los Fastos capitolinos. El inicio del siguiente periodo de la historia de la familia se asocia a Publio Licinio, quien vivió presumiblemente durante la primera guerra púnica, el mayor de cuyos hijos recibió el apodo de Craso (en latín: Crassus), que se convirtió en cognomen para sus descendientes.
Es de suponer que el bisabuelo de Marco Licinio fue cónsul en 171 a. C., sobrino del primer cónsul Publio Licinio Craso Dives, colega de Escipión el Africano en 205 a. C. El abuelo de Marco Licinio, también Marco, fue pretor en el año 127 o 126 a. C. y fue apodado Agelasto (del griego ἀγέλαστος - 'hosco', 'sin sonrisa') por su aspecto siempre sombrío. El hijo de Agelasto y padre de Craso fue Publio Licinio Craso, quien alcanzó los más altos cargos, un consulado en 97 a. C. y una censura en 89 a. C. La madre de Marco Licinio era Venulia, quien pertenecía a la aristocracia municipal.
Los historiadores tienen diferentes opiniones sobre la situación financiera de esta rama de los Licinii. Se sabe que Marco Licinio heredó trescientos talentos, una cantidad relativamente pequeña. Teniendo en cuenta esto y los antecedentes de Venulia, algunos eruditos sugieren que Publio Licinio no era un hombre acaudalado y que, por lo tanto, accedió a un aparente casamiento desigual. Por otro lado, existe la opinión de que la herencia podría haberse reducido simplemente durante los años de la guerra civil.
| Árbol genealógico de Craso \| \| \| \| \| \| \| \| \| \| \| \| \| Publio Licinio \| \| \| \| \| \| \| \| \| \| \| \| \| \| \| \| \| \| \| \| \| \| \| \| \| \| \| \| \| \| \| \| \| \| \| \| \| \| \| \| \| \| \| \| \| \| \| \| \| \| \| \| \| \| \| \| \| \| \| \| \| \| \| \| \| \| \| \| \| \| \| \| \| \| \| \| \| \| \| \| \| \| \| \| \| \| \| \| \| \| \| \| \| \| \| \| \| \| \| \| \| \| \| \| \| \| \| \| \| \| \| \| \| \| \| \| \| \| \| \| \| \| \| \| \| \| \| \| \| \| \| Publio Licinio Craso \| Publio Licinio Craso \| Publio Licinio Craso \| Publio Licinio Craso \| Publio Licinio Craso \| Publio Licinio Craso \| \| \| Cayo Licinio Varo \| Cayo Licinio Varo \| Cayo Licinio Varo \| Cayo Licinio Varo \| Cayo Licinio Varo \| Cayo Licinio Varo \| \| \| \| \| \| \| \| \| \| \| \| \| \| \| \| \| \| \| \| \| \| \| \| \| \| \| \| \| \| \| \| Publio Licinio Craso \| Publio Licinio Craso \| Publio Licinio Craso \| Publio Licinio Craso \| Publio Licinio Craso \| Publio Licinio Craso \| \| \| Cayo Licinio Varo \| Cayo Licinio Varo \| Cayo Licinio Varo \| Cayo Licinio Varo \| Cayo Licinio Varo \| Cayo Licinio Varo \| \| \| \| \| \| \| \| \| \| \| \| \| \| \| \| \| \| \| \| \| \| \| \| \| \| \| \| \| \| \| \| \| \| \| \| \| \| \| \| \| \| \| \| \| \| \| \| \| \| \| \| \| \| \| \| \| \| \| \| \| \| \| \| \| \| \| \| \| \| \| \| \| \| \| \| \| Publio Licinio Craso Dives \| Publio Licinio Craso Dives \| Publio Licinio Craso Dives \| Publio Licinio Craso Dives \| Publio Licinio Craso Dives \| Publio Licinio Craso Dives \| \| \| Cayo Licinio Varo \| Cayo Licinio Varo \| Cayo Licinio Varo \| Cayo Licinio Varo \| Cayo Licinio Varo \| Cayo Licinio Varo \| \| \| \| \| \| \| \| \| \| \| \| \| \| \| \| \| \| \| \| \| \| \| \| \| \| \| \| \| \| \| \| Publio Licinio Craso Dives \| Publio Licinio Craso Dives \| Publio Licinio Craso Dives \| Publio Licinio Craso Dives \| Publio Licinio Craso Dives \| Publio Licinio Craso Dives \| \| \| Cayo Licinio Varo \| Cayo Licinio Varo \| Cayo Licinio Varo \| Cayo Licinio Varo \| Cayo Licinio Varo \| Cayo Licinio Varo \| \| \| \| \| \| \| \| \| \| \| \| \| \| \| \| \| \| \| \| \| \| \| \| \| \| \| \| \| \| \| \| \| \| \| \| \| \| \| \| \| \| \| \| \| \| \| \| \| \| \| \| \| \| \| \| \| \| \| \| \| \| \| \| \| \| \| \| \| \| \| \| \| \| \| \| \| Publio Licinio Craso \| Publio Licinio Craso \| Publio Licinio Craso \| Publio Licinio Craso \| Publio Licinio Craso \| Publio Licinio Craso \| \| \| Cayo Licinio Craso \| Cayo Licinio Craso \| Cayo Licinio Craso \| Cayo Licinio Craso \| Cayo Licinio Craso \| Cayo Licinio Craso \| \| \| Marco Licinio Craso \| Marco Licinio Craso \| Marco Licinio Craso \| Marco Licinio Craso \| Marco Licinio Craso \| Marco Licinio Craso \| \| \| \| \| \| \| \| \| \| \| \| \| \| \| \| \| \| \| \| \| \| \| \| Publio Licinio Craso \| Publio Licinio Craso \| Publio Licinio Craso \| Publio Licinio Craso \| Publio Licinio Craso \| Publio Licinio Craso \| \| \| Cayo Licinio Craso \| Cayo Licinio Craso \| Cayo Licinio Craso \| Cayo Licinio Craso \| Cayo Licinio Craso \| Cayo Licinio Craso \| \| \| Marco Licinio Craso \| Marco Licinio Craso \| Marco Licinio Craso \| Marco Licinio Craso \| Marco Licinio Craso \| Marco Licinio Craso \| \| \| \| \| \| \| \| \| \| \| \| \| \| \| \| \| \| \| \| \| \| \| \| Marco Licinio Craso Agelasto \| \| \| \| \| \| \| \| \| \| \| \| \| \| \| \| \| \| \| \| \| \| \| \| \| \| \| \| \| \| \| \| \| \| \| \| \| \| \| \| \| \| \| \| \| \| \| \| \| \| \| \| \| \| \| \| \| \| \| \| \| \| \| \| \| \| \| \| \| \| \| \| \| \| \| \| \| \| \| \| \| \| \| \| \| \| \| \| \| \| Publio Licinio Craso \| Publio Licinio Craso \| Publio Licinio Craso \| Publio Licinio Craso \| Publio Licinio Craso \| Publio Licinio Craso \| \| \| Venulia \| Venulia \| Venulia \| Venulia \| Venulia \| Venulia \| \| \| \| \| \| \| \| \| \| \| \| \| \| \| \| \| \| \| \| \| \| \| \| \| \| \| \| \| \| \| \| Publio Licinio Craso \| Publio Licinio Craso \| Publio Licinio Craso \| Publio Licinio Craso \| Publio Licinio Craso \| Publio Licinio Craso \| \| \| Venulia \| Venulia \| Venulia \| Venulia \| Venulia \| Venulia \| \| \| \| \| \| \| \| \| \| \| \| \| \| \| \| \| \| \| \| \| \| \| \| \| \| \| \| \| \| \| \| \| \| \| \| \| \| \| \| \| \| \| \| \| \| \| \| \| \| \| \| \| \| \| \| \| \| \| \| \| \| \| \| \| \| \| \| \| \| \| \| \| \| \| \| \| \| \| \| \| \| \| \| \| \| \| \| \| \| \| \| \| \| \| \| \| \| \| \| \| \| \| \| \| \| \| \| \| \| \| \| \| \| Publio Licinio Craso \| Publio Licinio Craso \| Publio Licinio Craso \| Publio Licinio Craso \| Publio Licinio Craso \| Publio Licinio Craso \| \| \| (¿nomen?) Licinio Craso \| (¿nomen?) Licinio Craso \| (¿nomen?) Licinio Craso \| (¿nomen?) Licinio Craso \| (¿nomen?) Licinio Craso \| (¿nomen?) Licinio Craso \| \| \| Tértula 1.º - Publio; 2.º - Marco \| Tértula 1.º - Publio; 2.º - Marco \| Tértula 1.º - Publio; 2.º - Marco \| Tértula 1.º - Publio; 2.º - Marco \| Tértula 1.º - Publio; 2.º - Marco \| Tértula 1.º - Publio; 2.º - Marco \| \| \| Marco Licinio Craso \| Marco Licinio Craso \| Marco Licinio Craso \| Marco Licinio Craso \| Marco Licinio Craso \| Marco Licinio Craso \| \| \| \| \| \| \| \| \| \| \| \| \| \| \| \| Publio Licinio Craso \| Publio Licinio Craso \| Publio Licinio Craso \| Publio Licinio Craso \| Publio Licinio Craso \| Publio Licinio Craso \| \| \| (¿nomen?) Licinio Craso \| (¿nomen?) Licinio Craso \| (¿nomen?) Licinio Craso \| (¿nomen?) Licinio Craso \| (¿nomen?) Licinio Craso \| (¿nomen?) Licinio Craso \| \| \| Tértula 1.º - Publio; 2.º - Marco \| Tértula 1.º - Publio; 2.º - Marco \| Tértula 1.º - Publio; 2.º - Marco \| Tértula 1.º - Publio; 2.º - Marco \| Tértula 1.º - Publio; 2.º - Marco \| Tértula 1.º - Publio; 2.º - Marco \| \| \| Marco Licinio Craso \| Marco Licinio Craso \| Marco Licinio Craso \| Marco Licinio Craso \| Marco Licinio Craso \| Marco Licinio Craso \| \| \| \| \| \| \| \| \| \| \| \| \| \| \| \| \| \| \| \| \| \| \| \| \| \| \| \| \| \| \| \| \| \| \| \| \| \| \| \| \| \| \| \| \| \| \| \| \| \| \| \| \| \| \| \| \| \| \| \| \| \| \| \| \| \| \| \| \| \| \| \| \| \| \| \| \| \| \| \| \| \| \| \| \| \| \| \| \| \| \| \| \| \| \| \| \| \| \| \| \| \| \| \| \| \| \| \| \| \| \| \| \| \| \| \| \| \| \| \| \| \| \| \| \| \| \| \| \| \| \| \| \| \| \| \| \| \| \| \| \| \| \| \| \| \| \| \| \| \| \| \| \| \| \| \| \| \| \| \| \| \| \| \| \| \| \| \| \| \| \| \| \| \| \| \| \| \| \| \| \| \| \| \| \| \| \| \| \| \| \| \| \| \| \| \| Cecilia Metela \| Cecilia Metela \| Cecilia Metela \| Cecilia Metela \| Cecilia Metela \| Cecilia Metela \| \| \| Marco Licinio Craso \| Marco Licinio Craso \| Marco Licinio Craso \| Marco Licinio Craso \| Marco Licinio Craso \| Marco Licinio Craso \| \| \| Publio Licinio Craso \| Publio Licinio Craso \| Publio Licinio Craso \| Publio Licinio Craso \| Publio Licinio Craso \| Publio Licinio Craso \| \| \| Cornelia Metela 1.º - Publio; 2.º - Cneo \| Cornelia Metela 1.º - Publio; 2.º - Cneo \| Cornelia Metela 1.º - Publio; 2.º - Cneo \| Cornelia Metela 1.º - Publio; 2.º - Cneo \| Cornelia Metela 1.º - Publio; 2.º - Cneo \| Cornelia Metela 1.º - Publio; 2.º - Cneo \| \| \| Cneo Pompeyo Magno \| Cneo Pompeyo Magno \| Cneo Pompeyo Magno \| Cneo Pompeyo Magno \| Cneo Pompeyo Magno \| Cneo Pompeyo Magno \| \| \| \| \| \| \| \| Cecilia Metela \| Cecilia Metela \| Cecilia Metela \| Cecilia Metela \| Cecilia Metela \| Cecilia Metela \| \| \| Marco Licinio Craso \| Marco Licinio Craso \| Marco Licinio Craso \| Marco Licinio Craso \| Marco Licinio Craso \| Marco Licinio Craso \| \| \| Publio Licinio Craso \| Publio Licinio Craso \| Publio Licinio Craso \| Publio Licinio Craso \| Publio Licinio Craso \| Publio Licinio Craso \| \| \| Cornelia Metela 1.º - Publio; 2.º - Cneo \| Cornelia Metela 1.º - Publio; 2.º - Cneo \| Cornelia Metela 1.º - Publio; 2.º - Cneo \| Cornelia Metela 1.º - Publio; 2.º - Cneo \| Cornelia Metela 1.º - Publio; 2.º - Cneo \| Cornelia Metela 1.º - Publio; 2.º - Cneo \| \| \| Cneo Pompeyo Magno \| Cneo Pompeyo Magno \| Cneo Pompeyo Magno \| Cneo Pompeyo Magno \| Cneo Pompeyo Magno \| Cneo Pompeyo Magno \| \| \| \| \| \| \| \| \| \| \| \| \| \| \| \| \| \| \| \| \| \| \| \| \| \| \| \| \| \| \| \| \| \| \| \| \| \| \| \| \| \| \| \| \| \| \| \| \| \| \| \| \| \| \| \| \| Marco Licinio Craso \| \| \| \| \| \| \| \| \| \| \| \| \| \| \| \| \| \| \| \| \| \| \| \| \| \| \| \| \| \| \| \| \| \| \| \| \| \| \| \| |                      |                      |                      |                      |                      |  |  |                              |                            |                            |                            |                            |                            |  |  |                                   |                                   |                                   |                                   |                                   |                                   |  |  |                                          |                                          |                                          |                                          |                                          |                                          |  |  |                    |                    |                    |                    |                    |                    |  |  |  |  |  |  |
| |                      |                      |                      |                      |                      |  |  |                              |                            |                            |                            | Publio Licinio             |                            |  |  |                                   |                                   |                                   |                                   |                                   |                                   |  |  |                                          |                                          |                                          |                                          |                                          |                                          |  |  |                    |                    |                    |                    |                    |                    |  |  |  |  |  |  |
| |                      |                      |                      |                      |                      |  |  |                              |                            |                            |                            |                            |                            |  |  |                                   |                                   |                                   |                                   |                                   |                                   |  |  |                                          |                                          |                                          |                                          |                                          |                                          |  |  |                    |                    |                    |                    |                    |                    |  |  |  |  |  |  |
| |                      |                      |                      |                      |                      |  |  |                              |                            |                            |                            |                            |                            |  |  |                                   |                                   |                                   |                                   |                                   |                                   |  |  |                                          |                                          |                                          |                                          |                                          |                                          |  |  |                    |                    |                    |                    |                    |                    |  |  |  |  |  |  |
| |                      |                      |                      |                      |                      |  |  | Publio Licinio Craso         | Publio Licinio Craso       | Publio Licinio Craso       | Publio Licinio Craso       | Publio Licinio Craso       | Publio Licinio Craso       |  |  | Cayo Licinio Varo                 | Cayo Licinio Varo                 | Cayo Licinio Varo                 | Cayo Licinio Varo                 | Cayo Licinio Varo                 | Cayo Licinio Varo                 |  |  |                                          |                                          |                                          |                                          |                                          |                                          |  |  |                    |                    |                    |                    |                    |                    |  |  |  |  |  |  |
| |                      |                      |                      |                      |                      |  |  | Publio Licinio Craso         | Publio Licinio Craso       | Publio Licinio Craso       | Publio Licinio Craso       | Publio Licinio Craso       | Publio Licinio Craso       |  |  | Cayo Licinio Varo                 | Cayo Licinio Varo                 | Cayo Licinio Varo                 | Cayo Licinio Varo                 | Cayo Licinio Varo                 | Cayo Licinio Varo                 |  |  |                                          |                                          |                                          |                                          |                                          |                                          |  |  |                    |                    |                    |                    |                    |                    |  |  |  |  |  |  |
| |                      |                      |                      |                      |                      |  |  |                              |                            |                            |                            |                            |                            |  |  |                                   |                                   |                                   |                                   |                                   |                                   |  |  |                                          |                                          |                                          |                                          |                                          |                                          |  |  |                    |                    |                    |                    |                    |                    |  |  |  |  |  |  |
| |                      |                      |                      |                      |                      |  |  | Publio Licinio Craso Dives   | Publio Licinio Craso Dives | Publio Licinio Craso Dives | Publio Licinio Craso Dives | Publio Licinio Craso Dives | Publio Licinio Craso Dives |  |  | Cayo Licinio Varo                 | Cayo Licinio Varo                 | Cayo Licinio Varo                 | Cayo Licinio Varo                 | Cayo Licinio Varo                 | Cayo Licinio Varo                 |  |  |                                          |                                          |                                          |                                          |                                          |                                          |  |  |                    |                    |                    |                    |                    |                    |  |  |  |  |  |  |
| |                      |                      |                      |                      |                      |  |  | Publio Licinio Craso Dives   | Publio Licinio Craso Dives | Publio Licinio Craso Dives | Publio Licinio Craso Dives | Publio Licinio Craso Dives | Publio Licinio Craso Dives |  |  | Cayo Licinio Varo                 | Cayo Licinio Varo                 | Cayo Licinio Varo                 | Cayo Licinio Varo                 | Cayo Licinio Varo                 | Cayo Licinio Varo                 |  |  |                                          |                                          |                                          |                                          |                                          |                                          |  |  |                    |                    |                    |                    |                    |                    |  |  |  |  |  |  |
| |                      |                      |                      |                      |                      |  |  |                              |                            |                            |                            |                            |                            |  |  |                                   |                                   |                                   |                                   |                                   |                                   |  |  |                                          |                                          |                                          |                                          |                                          |                                          |  |  |                    |                    |                    |                    |                    |                    |  |  |  |  |  |  |
| |                      |                      |                      |                      |                      |  |  | Publio Licinio Craso         | Publio Licinio Craso       | Publio Licinio Craso       | Publio Licinio Craso       | Publio Licinio Craso       | Publio Licinio Craso       |  |  | Cayo Licinio Craso                | Cayo Licinio Craso                | Cayo Licinio Craso                | Cayo Licinio Craso                | Cayo Licinio Craso                | Cayo Licinio Craso                |  |  | Marco Licinio Craso                      | Marco Licinio Craso                      | Marco Licinio Craso                      | Marco Licinio Craso                      | Marco Licinio Craso                      | Marco Licinio Craso                      |  |  |                    |                    |                    |                    |                    |                    |  |  |  |  |  |  |
| |                      |                      |                      |                      |                      |  |  | Publio Licinio Craso         | Publio Licinio Craso       | Publio Licinio Craso       | Publio Licinio Craso       | Publio Licinio Craso       | Publio Licinio Craso       |  |  | Cayo Licinio Craso                | Cayo Licinio Craso                | Cayo Licinio Craso                | Cayo Licinio Craso                | Cayo Licinio Craso                | Cayo Licinio Craso                |  |  | Marco Licinio Craso                      | Marco Licinio Craso                      | Marco Licinio Craso                      | Marco Licinio Craso                      | Marco Licinio Craso                      | Marco Licinio Craso                      |  |  |                    |                    |                    |                    |                    |                    |  |  |  |  |  |  |
| |                      |                      |                      |                      |                      |  |  | Marco Licinio Craso Agelasto |                            |                            |                            |                            |                            |  |  |                                   |                                   |                                   |                                   |                                   |                                   |  |  |                                          |                                          |                                          |                                          |                                          |                                          |  |  |                    |                    |                    |                    |                    |                    |  |  |  |  |  |  |
| |                      |                      |                      |                      |                      |  |  |                              |                            |                            |                            |                            |                            |  |  |                                   |                                   |                                   |                                   |                                   |                                   |  |  |                                          |                                          |                                          |                                          |                                          |                                          |  |  |                    |                    |                    |                    |                    |                    |  |  |  |  |  |  |
| |                      |                      |                      |                      |                      |  |  | Publio Licinio Craso         | Publio Licinio Craso       | Publio Licinio Craso       | Publio Licinio Craso       | Publio Licinio Craso       | Publio Licinio Craso       |  |  | Venulia                           | Venulia                           | Venulia                           | Venulia                           | Venulia                           | Venulia                           |  |  |                                          |                                          |                                          |                                          |                                          |                                          |  |  |                    |                    |                    |                    |                    |                    |  |  |  |  |  |  |
| |                      |                      |                      |                      |                      |  |  | Publio Licinio Craso         | Publio Licinio Craso       | Publio Licinio Craso       | Publio Licinio Craso       | Publio Licinio Craso       | Publio Licinio Craso       |  |  | Venulia                           | Venulia                           | Venulia                           | Venulia                           | Venulia                           | Venulia                           |  |  |                                          |                                          |                                          |                                          |                                          |                                          |  |  |                    |                    |                    |                    |                    |                    |  |  |  |  |  |  |
| |                      |                      |                      |                      |                      |  |  |                              |                            |                            |                            |                            |                            |  |  |                                   |                                   |                                   |                                   |                                   |                                   |  |  |                                          |                                          |                                          |                                          |                                          |                                          |  |  |                    |                    |                    |                    |                    |                    |  |  |  |  |  |  |
| |                      |                      |                      |                      |                      |  |  |                              |                            |                            |                            |                            |                            |  |  |                                   |                                   |                                   |                                   |                                   |                                   |  |  |                                          |                                          |                                          |                                          |                                          |                                          |  |  |                    |                    |                    |                    |                    |                    |  |  |  |  |  |  |
| Publio Licinio Craso | Publio Licinio Craso | Publio Licinio Craso | Publio Licinio Craso | Publio Licinio Craso | Publio Licinio Craso |  |  | (¿nomen?) Licinio Craso      | (¿nomen?) Licinio Craso    | (¿nomen?) Licinio Craso    | (¿nomen?) Licinio Craso    | (¿nomen?) Licinio Craso    | (¿nomen?) Licinio Craso    |  |  | Tértula 1.º - Publio; 2.º - Marco | Tértula 1.º - Publio; 2.º - Marco | Tértula 1.º - Publio; 2.º - Marco | Tértula 1.º - Publio; 2.º - Marco | Tértula 1.º - Publio; 2.º - Marco | Tértula 1.º - Publio; 2.º - Marco |  |  | Marco Licinio Craso                      | Marco Licinio Craso                      | Marco Licinio Craso                      | Marco Licinio Craso                      | Marco Licinio Craso                      | Marco Licinio Craso                      |  |  |                    |                    |                    |                    |                    |                    |  |  |  |  |  |  |
| Publio Licinio Craso | Publio Licinio Craso | Publio Licinio Craso | Publio Licinio Craso | Publio Licinio Craso | Publio Licinio Craso |  |  | (¿nomen?) Licinio Craso      | (¿nomen?) Licinio Craso    | (¿nomen?) Licinio Craso    | (¿nomen?) Licinio Craso    | (¿nomen?) Licinio Craso    | (¿nomen?) Licinio Craso    |  |  | Tértula 1.º - Publio; 2.º - Marco | Tértula 1.º - Publio; 2.º - Marco | Tértula 1.º - Publio; 2.º - Marco | Tértula 1.º - Publio; 2.º - Marco | Tértula 1.º - Publio; 2.º - Marco | Tértula 1.º - Publio; 2.º - Marco |  |  | Marco Licinio Craso                      | Marco Licinio Craso                      | Marco Licinio Craso                      | Marco Licinio Craso                      | Marco Licinio Craso                      | Marco Licinio Craso                      |  |  |                    |                    |                    |                    |                    |                    |  |  |  |  |  |  |
| |                      |                      |                      |                      |                      |  |  |                              |                            |                            |                            |                            |                            |  |  |                                   |                                   |                                   |                                   |                                   |                                   |  |  |                                          |                                          |                                          |                                          |                                          |                                          |  |  |                    |                    |                    |                    |                    |                    |  |  |  |  |  |  |
| |                      |                      |                      |                      |                      |  |  |                              |                            |                            |                            |                            |                            |  |  |                                   |                                   |                                   |                                   |                                   |                                   |  |  |                                          |                                          |                                          |                                          |                                          |                                          |  |  |                    |                    |                    |                    |                    |                    |  |  |  |  |  |  |
| |                      |                      |                      |                      |                      |  |  |                              |                            |                            |                            |                            |                            |  |  |                                   |                                   |                                   |                                   |                                   |                                   |  |  |                                          |                                          |                                          |                                          |                                          |                                          |  |  |                    |                    |                    |                    |                    |                    |  |  |  |  |  |  |
| |                      |                      |                      |                      |                      |  |  |                              |                            |                            |                            |                            |                            |  |  |                                   |                                   |                                   |                                   |                                   |                                   |  |  |                                          |                                          |                                          |                                          |                                          |                                          |  |  |                    |                    |                    |                    |                    |                    |  |  |  |  |  |  |
| Cecilia Metela | Cecilia Metela       | Cecilia Metela       | Cecilia Metela       | Cecilia Metela       | Cecilia Metela       |  |  | Marco Licinio Craso          | Marco Licinio Craso        | Marco Licinio Craso        | Marco Licinio Craso        | Marco Licinio Craso        | Marco Licinio Craso        |  |  | Publio Licinio Craso              | Publio Licinio Craso              | Publio Licinio Craso              | Publio Licinio Craso              | Publio Licinio Craso              | Publio Licinio Craso              |  |  | Cornelia Metela 1.º - Publio; 2.º - Cneo | Cornelia Metela 1.º - Publio; 2.º - Cneo | Cornelia Metela 1.º - Publio; 2.º - Cneo | Cornelia Metela 1.º - Publio; 2.º - Cneo | Cornelia Metela 1.º - Publio; 2.º - Cneo | Cornelia Metela 1.º - Publio; 2.º - Cneo |  |  | Cneo Pompeyo Magno | Cneo Pompeyo Magno | Cneo Pompeyo Magno | Cneo Pompeyo Magno | Cneo Pompeyo Magno | Cneo Pompeyo Magno |  |  |  |  |  |  |
| Cecilia Metela | Cecilia Metela       | Cecilia Metela       | Cecilia Metela       | Cecilia Metela       | Cecilia Metela       |  |  | Marco Licinio Craso          | Marco Licinio Craso        | Marco Licinio Craso        | Marco Licinio Craso        | Marco Licinio Craso        | Marco Licinio Craso        |  |  | Publio Licinio Craso              | Publio Licinio Craso              | Publio Licinio Craso              | Publio Licinio Craso              | Publio Licinio Craso              | Publio Licinio Craso              |  |  | Cornelia Metela 1.º - Publio; 2.º - Cneo | Cornelia Metela 1.º - Publio; 2.º - Cneo | Cornelia Metela 1.º - Publio; 2.º - Cneo | Cornelia Metela 1.º - Publio; 2.º - Cneo | Cornelia Metela 1.º - Publio; 2.º - Cneo | Cornelia Metela 1.º - Publio; 2.º - Cneo |  |  | Cneo Pompeyo Magno | Cneo Pompeyo Magno | Cneo Pompeyo Magno | Cneo Pompeyo Magno | Cneo Pompeyo Magno | Cneo Pompeyo Magno |  |  |  |  |  |  |
| |                      |                      |                      |                      |                      |  |  |                              |                            |                            |                            |                            |                            |  |  |                                   |                                   |                                   |                                   |                                   |                                   |  |  |                                          |                                          |                                          |                                          |                                          |                                          |  |  |                    |                    |                    |                    |                    |                    |  |  |  |  |  |  |
| |                      |                      |                      | Marco Licinio Craso  |                      |  |  |                              |                            |                            |                            |                            |                            |  |  |                                   |                                   |                                   |                                   |                                   |                                   |  |  |                                          |                                          |                                          |                                          |                                          |                                          |  |  |                    |                    |                    |                    |                    |                    |  |  |  |  |  |  |

### Primeros años
Aunque se desconoce la fecha exacta del nacimiento de Craso, Plutarco informa de que en la primera mitad del año 54 a. C., cuando conoció a Deyótaro, Marco Licinio ya había superado la barrera de los sesenta años; de ahí la conclusión de que nació en 115 a. C. o al comienzo de 114 a. C. Los historiadores especulan sobre si Marco Licinio era el menor de tres hermanos: el mayor se llamaba Publio, el mediano podría haberse llamado Cayo o Lucio, pero la historiografía considera que el primero es «ligeramente preferible». La familia seguía las tradiciones antiguas, debido a que los Craso vivían en una pequeña casa, los hijos mayores, incluso cuando crecían y se casaban, permanecían bajo el techo de sus padres, «y todos se reunían en la mesa común».
Marco Licinio recibió la educación tradicional de un aristócrata romano, con énfasis en la preparación para el servicio militar. Su padre estuvo en Hispania Ulterior como gobernador en 96-93  a. C. y Marco Licinio le acompañó; durante estos tres años hizo muchas conexiones en la provincia, que luego le ayudaron enormemente. Poco después de que Marco Licinio regresara a Roma, murió su hermano mayor Publio —muy probablemente entre el 93 y el 88 a. C.— y comenzó la guerra Social. El padre de Craso fue uno de los legados en esta guerra, y Marco Licinio debió haber estado involucrado en la lucha también. Al mismo tiempo, el joven Craso comenzó a comparecer en los tribunales. Según Cicerón, gracias a su diligencia en el estudio de la oratoria, fue «durante algunos años considerado uno de los mejores abogados».
En el año 88 a. C. la lucha política interna en Roma resultó en una guerra civil. Sobre la posición de Craso al comienzo de esta guerra, cuando el popular tribuno Publio Sulpicio transfirió el mando de la primera guerra mitridática a Cayo Mario, y en respuesta el cónsul Lucio Cornelio Sila trasladó su ejército a Roma, nada se sabe; quizás Publio Licinio, por razones de principio, no quiso tomar partido. Pero en el año 87, cuando Roma fue amenazada de nuevo por un ejército, esta vez de Mario y Lucio Cornelio Cinna, Publio Licinio se unió a los defensores del Senado. Después de la caída de Roma, murió con su segundo hijo (Cayo/Lucio), sin embargo, no está claro si fue asesinado o forzado a suicidarse.
El mismo destino le esperaba a Marco Licinio, pero huyó con tres amigos y diez esclavos a Hispania, probablemente debido a las conexiones de la familia Craso allí, y se escondió en una cueva. Según Plutarco, el noble hispano Vibio Paciano, quien vivía cerca, se enteró de que el joven Craso se escondía en las proximidades de su finca y comenzó a ayudarlo. Marco Licinio pasó ocho meses en una cueva hasta principios de 84 a. C. cuando se enteró de la muerte de Cinna. En torno a él comenzaron a reunirse enemigos armados del partido mariano; Craso formó un destacamento de dos mil quinientos hombres y, según varios escritores antiguos, saqueó la ciudad de Malaka, «pero se dice que él mismo lo negó y refutó a quienes lo plantearon».
Para entonces, Marco, siguiendo la antigua costumbre romana, se había casado con la viuda de su hermano fallecido —aparentemente el mayor, Publio—, Tértula; el matrimonio probablemente tuvo lugar antes del año 86 a. C.

### Craso y Sila
Desde Hispania, Craso cruzó a África, donde Quinto Cecilio Metelo Pío, otro enemigo de los marianos, reunía un ejército, pero pronto se enemistó con él y emprendió un nuevo viaje por mar, hasta alcanzar a Sila, quien desembarcó en Italia a principios de 83 a. C. y reunió consigo a todos los enemigos de Mario y Cinna. En la nueva guerra civil, Marco Licinio se convirtió en uno de los colaboradores más cercanos de Sila y fue «tenido en la más alta estima». Lucio Cornelio le encargó el reclutamiento de tropas en la región de los marsos, en el centro de los Apeninos; cuando Craso pidió guardias a Sila, este le respondió bruscamente: «Te doy en escolta a tu padre, tu hermano, tus amigos y tus parientes, de cuyos injustos matadores voy a tomar venganza». En la historiografía este relato se considera más bien una ficción, pero caracteriza los objetivos de muchos de los partidarios de Sila, incluido Craso, quienes luchaban para vengar a sus seres queridos. Sin embargo, el propio Lucio Cornelio, según Apiano, dio a Cayo Flavio Fimbria, el asesino de Publio Craso, la oportunidad de escapar, con lo que Marco Licinio debió darse cuenta de que Sila perseguía sus propios intereses.
Ya durante la guerra civil, comenzó una enconada rivalidad entre Marco Licinio y Cneo Pompeyo, provocada porque Sila concedió grandes honores a este último por sus méritos, aunque era más joven que Craso. Según el moralista Plutarco, Craso «carecía de experiencia, y la belleza de sus hazañas fue arruinada por las fuerzas malignas de su naturaleza: la codicia y la avaricia». Sin embargo, los dos jóvenes comandantes actuaron juntos, en particular en el segundo año de la guerra, cuando derrotaron al mariano Cayo Carrinas, lo asediaron en su campamento y vencieron a la fuerza enviada en su ayuda de Cneo Papirio Carbón. Sin embargo, Carrinas consiguió algo más tarde romper el cerco, aprovechando las inclemencias meteorológicas.
Al final de la guerra, Craso se ganó el favor especial de Sila porque consiguió cambiar el rumbo de la casi perdida batalla de la Puerta Collina librada en el otoño de 82 a. C., en la que Pompeyo no participó. Durante el combate dirigió el flanco derecho del ejército silano y derrotó fácilmente al enemigo, para después iniciar una persecución hasta Antemnas a pocos kilómetros al norte de Roma. Al anochecer, Sila se enteró de la victoria de Craso y aprovechó su éxito para conseguir la victoria final.
Al final del conflicto se encomendó a Marco Licinio la búsqueda de proscritos en Brucio; así, inscribió a estos en listas de proscripción con la expectativa de confiscar sus bienes, lo que era generalmente la norma en ese momento. Sin embargo, un día Marco Licinio, sin la aprobación de Sila, inscribió a un hombre leal al dictador en la lista de proscritos, cuya propiedad deseaba, y, en consecuencia, Lucio Cornelio «dejó de utilizar sus servicios». Sin embargo, Craso pudo amasar una enorme fortuna gracias a las proscripciones, lo que lo convirtió en uno de los hombres más ricos de Roma. En el año 55 a. C. tenía cuarenta y cinco millones de denarios (o 180 millones de sestercios), capital adquirido sustancialmente durante el período de Sila.

### Inicio de la actividad política
Tras la muerte de Sila en 78 a. C., Craso intensificó su lucha contra Pompeyo para incrementar su propia influencia y contrarrestar la inmensa popularidad obtenida por Cneo con sus exitosas guerras, por lo que Marco Licinio decidió utilizar su riqueza para conseguir una autoridad similar. Algunos historiadores atribuyen a Craso unos «celos rencorosos», envidia o incluso odio hacia su rival, aunque Plutarco escribe que «la rivalidad no llevó a Craso a la enemistad ni a la malquerencia... ni a la hostilidad ni al engaño».
A diferencia de Pompeyo, Craso consiguió ganarse rápidamente una reputación de hombre benévolo y simpático que conocía todos los asuntos de Roma y siempre estaba dispuesto a ayudar a resolver diversos problemas. Gracias a su deliberada inmersión en los asuntos cívicos y a la disponibilidad de grandes recursos financieros, Craso pronto triunfó y alcanzó una influencia similar a la de Pompeyo. Era un orador público frecuente y tuvo mucho éxito, principalmente debido a los esfuerzos que hizo. Marco Licinio siguió acumulando riquezas, incluso mediante tratos no del todo honestos con casas que se quemaban en frecuentes incendios, que compraba por casi nada, demolía y construía nuevos hogares en su lugar. El mecanismo de acumulación de capital era inusual para la nobilitas romana: mientras la mayoría de los senadores invertían en tierras agrícolas, Craso participaba activamente en las transacciones inmobiliarias urbanas, comerciaba con esclavos altamente cualificados, invertía en minas y participaba en el sistema de recaudación de impuestos en las provincias.
Aunque Craso había luchado durante mucho tiempo con Pompeyo por tener mayor influencia en Roma, su enfrentamiento nunca llegó a un choque armado, como había ocurrido con Sila y Mario. Algunos historiadores han cuestionado los relatos de los autores antiguos sobre esta rivalidad. Por ejemplo, Frank Adcock considera que estos relatos no son fiables debido a la influencia en la tradición histórica romana de la propaganda política de la época. Sin embargo, la mayoría de los investigadores, especialmente B. Marshall, A. Ward y Erich S. Gruen no niegan la rivalidad entre los dos políticos.
Marco Licinio prestó dinero activamente. Sin embargo, ninguna fuente lo califica de usurero, por lo que la historiografía concluye que Craso no prestaba dinero para obtener beneficios, sino para ganar influencia sobre sus deudores. La bancarrota significaba la ruina de la carrera y la vida entera de un noble romano, y Marco Licinio cobraba deudas sin indulgencias. Es a estas circunstancias a las que A. Ward atribuye una famosa declaración del tribuno de la plebe del año 76 a. C. Cneo Sicinio.

Así es que Sicinio, quien tanto dio en qué entender a todos los magistrados y hombres públicos de su tiempo, preguntándole uno por qué causa con sólo Craso no se metía, sino que le dejaba en paz, «este —le respondió— tiene heno en el cuerno», aludiendo a la costumbre que tenían los romanos, cuando había un buey bravo, de ponerle un poco de heno en el cuerno para que se guardasen los que le vieran.
Plutarco, Craso, VII.

Según Ward, Plutarco simplemente malinterpretó el juego de palabras en latín basado en la consonancia de las palabras fenum (heno) y fenus (deuda); así, Sicinio dio a entender que Craso era su acreedor. A este respecto, O. Liubimova ha sugerido que Marco Licinio respaldó todas las actividades políticas de Sicinio durante su tribunado, en particular la exigencia de restaurar los derechos de los tribunos de la plebe. La misma investigadora planteó la hipótesis de una alianza entre Craso y Lucio Quincio (74 a. C.) y Cayo Licinio Macro (73 a. C.).
El número de oponentes políticos de Craso entre la alta aristocracia aumentó con el tiempo, incluyendo a Quinto Lutacio Cátulo Capitolino, Marco Porcio Catón el Joven, Quinto Cecilio Metelo Céler y Lucio Domicio Enobarbo. No obstante, Marco Licinio siguió siendo una figura importante y su opinión siempre fue tenida en cuenta en Roma. Era popular entre los senadores ordinarios, y la mayoría de sus partidarios en los años setenta y posteriores no pertenecían al Senado, sino al orden ecuestre y a la aristocracia de las pequeñas ciudades de Italia (municiipi). Algunos de los seguidores de Craso procedían de familias que habían adquirido recientemente la ciudadanía romana. Por regla general, ocupaban cargos políticos y militares menores en el cursus honorum romano, y sólo el apoyo de Marco Licinio podía contribuir a que avanzaran en sus carreras y a elevar el estatus de sus familias. En concreto, se trata de los hombres que acompañaron a Craso en las campañas de 72-71 y 54-53 a. C.
El paso de Craso a través de una estricta secuencia de magistraturas, su cursus honorum, no está confirmado por las fuentes. En violación de la tradición consagrada en las leyes de Sila, Craso probablemente entró en el Senado sin haber desempeñado el cargo de cuestor, aunque Plinio el Viejo menciona que ejerció el cargo de edil. No se sabe nada sobre la asunción de la pretura por parte de Craso, ya que los informes de las fuentes —Apiano, Eutropio y el epitomador desconocido de Tito Livio— son contradictorios. T. Broughton sugiere con cautela una pretura en 73 y un proconsulado en el 72-71, considerando el breve relato de las interpretaciones incorrectas de los epítomes originales perdidos de Tito Livio y rechazando en parte las pruebas de Apiano. La mayoría de los historiadores aceptan ahora el año 73 como la fecha más probable. Dicho esto, en términos de edad, Craso podría haber reclamado la pretura ya en el año 75 o incluso en 76 a. C.
En el año 73 a. C., es decir, posiblemente durante su pretura, Marco Licinio fue juzgado acusado de seducir a la vestal Licinia, pariente de Lucio Licinio Murena. El segundo par de acusados fueron Lucio Sergio Catilina y Fabia, la hermana de la esposa de Cicerón. La historiografía ha planteado la hipótesis de que este proceso fue una manifestación de una lucha entre optimates y populares —en este caso Craso estaría situado en uno u otro «partido»— o que fue inspirado por Pompeyo. En caso de condena, Marco Licinio habría sido perseguido hasta la muerte, pero pudo demostrar al tribunal que las atenciones que prestaba a la vestal se debían a su deseo de comprarle el señorío.

### Revuelta de Espartaco

Movimientos de la guerra durante 72-71 a. C.
Fuerzas de Espartaco.
Fuerzas de Craso.

Ya en el año 73 a. C. toda Italia se vio envuelta en una revuelta de esclavos y gladiadores. Espartaco, el comandante rebelde tracio, obtuvo una serie de victorias aplastantes sobre las tropas de la República. Tras la derrota de los cónsules Lucio Gelio Publícola y Cneo Cornelio Léntulo Clodiano en el año 72 a. C., el Senado destituyó a estos magistrados del mando y entregó a Craso un imperium extraordinario, que le proporcionaba los poderes de procónsul y prioridad sobre los cónsules. No hay fechas exactas disponibles, pero el nombramiento debió realizarse antes del 1 de noviembre de 72.
Además de las tropas que ya tenía, Marco Licinio reclutó seis legiones más. «Craso era seguido por muchos de los nobles, fascinados por su fama y por un sentimiento de amistad personal hacia él»; Catilina, Publio Cornelio Sila, Publio Autronio Peto, Lucio Vargunteyo, Marco Mummio y otros se nombran entre tales aristócratas. En total, el ejército de Craso contaba con sesenta mil soldados; existe la percepción de que estos eran los «últimos recursos de la República».
Marco Licinio tuvo que recurrir a medidas extremas para imponer la disciplina a su ejército. Según algunas fuentes, inmediatamente después de recibir dos legiones de los cónsules, ya derrotados y huyendo del campo de batalla, llevó a cabo la decimatio, un terrible castigo que consistía en ejecutar por sorteo a uno de cada diez hombres. A continuación, bloqueó el camino de los rebeldes hacia el sur en la frontera de Piceno y derrotó a uno de los destacamentos, lo que causó seis mil bajas en el bando de Espartaco. Pero pronto las dos legiones enviadas a sortear al enemigo, dirigidas por Marco Mummio, entraron en combate desafiando las órdenes y fueron derrotadas; según Plutarco, el diezmado se llevó a cabo después de esto. «De todos modos, Craso demostró ser más temible para sus soldados que los enemigos que los derrotaron».
Marco Licinio persiguió entonces a Espartaco hasta Brucio, desde donde los esclavos planeaban cruzar a Sicilia, desplazamiento que, según Floro, fue deliberado, y sólo en consecuencia el caudillo rebelde tuvo la idea de tal cruce. Sin embargo, los rebeldes no lograron salir de Italia, posiblemente debido en parte a la organización de algunas fuerzas navales por parte de Craso. Mientras Espartaco se mantenía en Rhegium, el ejército romano levantó una línea de fortificaciones a través del istmo y atrapó a los rebeldes en la península, lo que causó que pronto se enfrentaran a una gran escasez de alimentos. Una noche de invierno, aprovechando el clima, Espartaco desplazó un tercio de su ejército para asaltar las fortificaciones, y en consecuencia, lograron rellenar parte del foso con ramas, tierra y cadáveres, y abrirse paso hacia el norte, lo que obligó a Craso a lanzar todo su ejército en persecución del general rebelde, quien se dirigía a Brundisium.
Las fuentes atribuyen a Marco Licinio el deseo de poner fin a la rebelión lo antes posible, debido al inminente regreso a Italia de Pompeyo, quien podría resultar vencedor sobre Espartaco y cosechar todos los honores. Según algunas fuentes, el Senado nombró a este último como segundo comandante en jefe por iniciativa propia; según otras, el propio Craso pidió al Senado que convocara a Pompeyo desde Hispania y a Varrón Lúculo desde Tracia, aunque el momento en que se escribió esta carta es objeto de debate académico. Ahora Marco Licinio «se arrepintió de su paso y se apresuró a poner fin a la guerra antes de que llegaran estos comandantes, pues preveía que todo el éxito se atribuiría no a él, sino a aquellos que acudían en su ayuda». En un lago de la región de Lucania, alcanzó a parte de las fuerzas rebeldes, compuestas, según Tito Livio, por treinta y cinco mil hombres, lideradas por Cánico y Casto, las derrotó en «la batalla más sangrienta de toda la guerra» y, además, logró recuperar cinco águilas legionarias.
Continuando con la persecución de los rebeldes, el destacamento de avanzada de Craso, al mando de Quinto Arrio y Cneo Escrofa, fue derrotado en los montes Petilinos; envalentonados por esta victoria, los soldados de Espartaco obligaron a su comandante a detener su retirada. La última batalla de la guerra tuvo lugar en el río Silaro, en la frontera entre Lucania y Campania. Marco Licinio tenía tanta prisa por derrotar a los rebeldes que entró en batalla antes de haber terminado de levantar el campamento; en el enfrentamiento propiamente dicho, librado en una llanura, su ejército comenzó inmediatamente a acercarse al enemigo, y Espartaco dirigió entonces un intento con su caballería para abrirse paso hasta el cuartel general de Craso, con la esperanza de matar al procónsul y cambiar así el rumbo de la batalla. Sin embargo, fracasó y murió en el combate, lo que terminó con la victoria total de los romanos. Los restos de los rebeldes se dispersaron en grupos más o menos numerosos por toda Italia, tras lo cual fueron combatidos durante mucho tiempo por diversos caudillos. Seis mil esclavos fueron capturados y, por orden de Craso, crucificados a lo largo de la Vía Apia.
Marco Licinio finalizó con la guerra en seis meses, es decir, antes del 1 de abril de 71 a. C. La supresión de esta rebelión fue el logro militar más importante de Craso como general en su vida. Sin embargo, Pompeyo, tras destruir a unos cinco mil rebeldes de entre los que habían sobrevivido en Silaro, escribió al Senado «que Craso había derrotado a los gladiadores en combate abierto, y él, Pompeyo, había arrancado la guerra de raíz», y tal visión pudo haber sido bastante común en la sociedad romana. Los servicios de Marco Licinio fueron honrados con una ovación, y las fuentes informan de que este hizo un serio esfuerzo para que se le permitiera llevar la corona triunfal de laureles en lugar de la de mirto, hazaña que consiguió.

### Primer consulado
En el verano de 71 a. C., poco después de su ovación, Craso fue elegido cónsul para el año siguiente junto con Pompeyo. Según Plutarco, el cargo fue ofrecido primero a Pompeyo, a quien Craso consultó sobre su intención de presentarse al consulado. Apiano escribe que los aspirantes estaban en disputa; durante algún tiempo los dos cónsules elegidos, pero aún no investidos, se negaron a disolver sus ejércitos, manteniéndolos cerca de la ciudad, por lo que los romanos temían una nueva guerra civil. Sólo la intervención de un pueblo preocupado y las exhortaciones de los adivinos obligaron a Craso y Pompeyo a reconciliarse. Sin embargo, la historiografía sugiere que Apiano se equivocó, debido a que trasladó la disputa de los cónsules de 70 a 71, cuando Pompeyo aún mantenía su ejército en previsión de su triunfo de 29 de diciembre de 71 y no hubo tal amenaza de guerra civil.
El acontecimiento más importante del consulado de Pompeyo y Craso fue la restauración de los poderes de los tribunos de la plebe, derogando la anterior reforma restrictiva de Sila. Pompeyo había prometido ya en diciembre de 71 promulgar dicha ley, y al comienzo del consulado su iniciativa fue apoyada por Marco Licinio. El Senado, a pesar del gran número de partidarios del régimen de Sila, no se opuso: los «padres» reconocieron que el pueblo lo había esperado durante mucho tiempo. Muchas fuentes sólo mencionan a Pompeyo en relación con el restablecimiento de los poderes del tribunado, por lo que la historiografía sugiere que Craso no participó en esta reforma. Sin embargo, Cicerón y el epitomador de Livio informan de que la iniciativa fue conjunta. О. Liubimova sugirió que Pompeyo se había apropiado de toda la gloria al anunciar la reforma antes del consulado, y que esto provocó una disputa entre los colegas que «oscureció no sólo su consulado conjunto, sino también una parte considerable del resto de sus vidas».
La consideración de otro tema importante, la reforma de los tribunales permanentes, (quaestiones perpetuae) se planteó en el otoño, esta vez a propuesta de Lucio Aurelio Cota. Sin embargo, es posible que antes de esta moción se tomase en consideración otro proyecto de reforma más radical. Aunque el esquema de composición de los jurados de Sila fue abolido, no hubo un simple retorno al sistema de Cayo Graco. El nuevo orden, caracterizado como una solución de compromiso o como una concesión populista, concedió un tercio de los puestos en los jurados a los senadores, otro tercio a los caballeros y el último tercio a los tribunos erarios, quienes eran romanos ricos que no entraban en la categoría de caballeros. No obstante, la reforma eliminó definitivamente una de las principales fuentes de división de la sociedad.

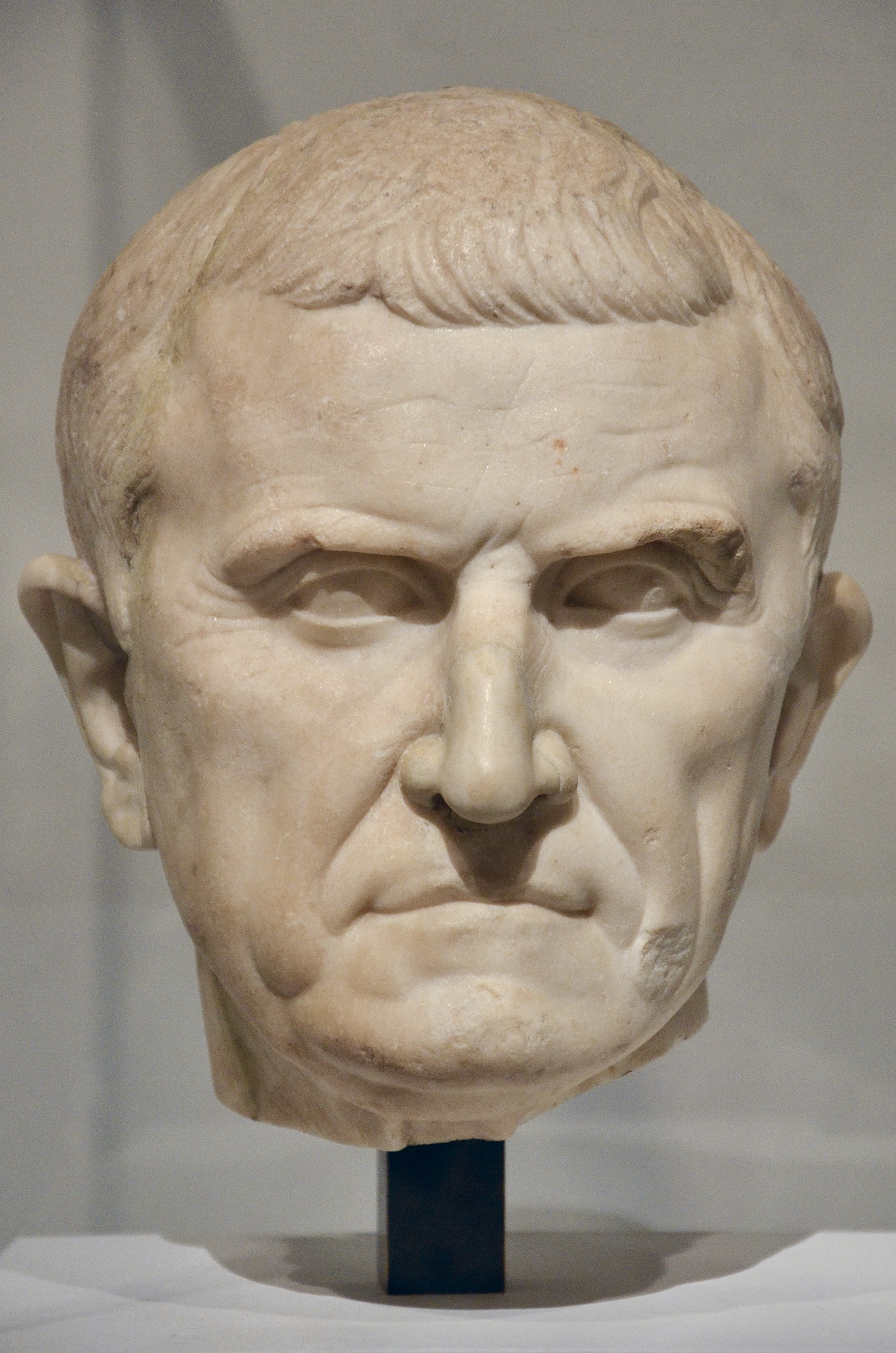
Una cabeza de mármol romana del triunviro Marco Licinio Craso, mediados del siglo a. C., Grand Palais, París.

Finalmente, el cargo de censor fue restaurado, y en consecuencia, ese mismo año, Cneo Cornelio Léntulo Clodiano y Lucio Gelio Publícola fueron escogidos para el puesto. Según Theodor Mommsen, fue su elección una acción antisenatorial, debido a que el Senado les había retirado previamente el mando del ejército contra Espartaco, y actuaron en interés de Pompeyo y Craso. Léntulo y Publicola organizaron una purga sin precedentes en el Senado, y en consecuencia, expulsaron a sesenta y cuatro hombres, es decir, una octava parte del total de senadores.

### Censura
Craso, al igual que Pompeyo, renunció a ser gobernador de una provincia después del consulado, algo que era habitual, y se convirtió en ciudadano particular el 1 de enero de 69 a. C. Entre su consulado y 65 a. C. las fuentes no informan prácticamente de nada sobre Marco Licinio, lo que puede deberse tanto a la conservación fragmentaria de las fuentes como a las peculiaridades del estilo político de Craso, debido a que, teniendo una influencia considerable en Roma, Marco Licinio pudo no haber intervenido en las disputas más actuales de la época. En particular, la evolución de sus relaciones con Pompeyo durante este período es prácticamente desconocida.
En 65 a. C. Craso se convirtió en censor, pero sus actividades en ese puesto no se caracterizaron por ninguna decisión importante. Plutarco sostiene que Craso descuidó sus deberes, aunque otras fuentes informan de una actuación activa, pero ineficaz. En particular, exigió que se incluyera en el censo a la población de la Transpadania, la parte norte de la Galia Cisalpina, a la que no se le había conferido la plena ciudadanía romana, sino una ciudadanía latina limitada; esto habría supuesto el reconocimiento pleno de los derechos de ciudadanía romana a los transpadanos. Además, Craso propuso reconocer el testamento, probablemente falsificado, del rey egipcio asesinado en el año 80 a. C. Ptolomeo XI Alejandro II en el que contenía una cláusula sobre el traspaso de Egipto a Roma, testamento similar al dejado por Atalo III de Pérgamo en 133 a. C. Dado que los egipcios negaban la autenticidad del testamento y rechazaban las pretensiones romanas sobre su país, un reconocimiento oficial de la última voluntad del faraón podría ser una base legítima para una invasión de Egipto. El segundo censor, Quinto Lutacio Cátulo, se opuso activamente a ambos planes de Marco. Al no poder llegar a un compromiso, los censores dimitieron.

### Craso y la conjuración de Catilina
Algunas fuentes dicen que Craso pudo haber estado involucrado en la conjuración de Catilina. Según Suetonio, ya en los años 66-65 a. C. tomó forma la llamada «primera conjuración de Catilina», en la que participaron, además de Lucio Sergio y Craso, Cayo Julio César, Publio Cornelio Sila, Publio Autronio Peto y Cneo Calpurnio Pisón.

Se suponía que a principios del nuevo año atacarían al Senado, diesen muerte a parte de los senadores y concediesen la dictadura a Craso, quien nombraría a César jefe de la caballería; después de adueñarse por este procedimiento del Gobierno, era su intención devolver a Sila y a Autronio el consulado de que los había desposeído. Tanusio Gémino en su historia, Marco Bíbulo en sus edictos y Cayo Curión, padre, en sus discursos, hablan de esta conjuración.

Suetonio. Divino Julio, 9, 1-2.

Hasta mediados del siglo XX, los historiadores reconocían mayoritariamente la existencia de esta conspiración, y el único debate era si César y Craso estaban involucrados en ella. Ahora prevalece la opinión de que la «primera conjuración de Catilina» es un «mito propagandístico e historiográfico», que a finales de los años 60 a. C. fue inventado por Cicerón y Lucio Manlio Torcuato y «completado» a principios de los años 50 por los enemigos del Primer Triunvirato —en particular, añadiendo a Marco Licinio y Cayo Julio—. La base de esto pudo haber sido el apoyo dado por Craso a Pisón cuando fue nombrado cuestor de Hispania y a Catilina en las elecciones consulares de 64: después de todo, había ciertos vínculos entre Marco Licinio y Lucio Sergio.
Al mismo tiempo, se produjo una alianza en toda regla entre Craso y César, concluida en el año 66 a. C., cuando el primero fue elegido censor y el segundo edil. Fue César quien pudo haber tomado el mando durante la hipotética anexión de Egipto; a finales de 64, cuando ya estaba claro que Catilina había perdido las elecciones, el tribuno de la plebe Publio Servilio Rulo presentó un proyecto de ley de reformas agrarias, iniciado por Craso y César. Este programa implicó la distribución a ciudadanos pobres de tierras compradas a particulares o asignadas de tierras estatales; Cicerón, quien derrotó a Lucio Sergio en las elecciones, fracasó esta iniciativa con toda una serie de discursos.
Sin embargo, en octubre de 63 a. C., Craso apoyó a Cicerón en su oposición a Catilina. Marco Licinio recibió una carta anónima en la que se le informaba de la conspiración y la llevó inmediatamente a Marco Tulio, y a la mañana siguiente, a petición de este, leyó la carta en una reunión del Senado. Existe la hipótesis de que el propio Cicerón escribió este mensaje para saber de qué lado estaba Craso. El 3 de diciembre, cuando el Senado decidió arrestar a los conspiradores ya identificados y ponerlos bajo custodia en casas de prominentes romanos, uno de ellos, Publio Gabinio Capitón, fue enviado a Craso.
Al día siguiente, el Senado interrogó a un tal Lucio Tarquinio, mensajero de los conspiradores. Afirmaba haber sido el enlace entre Catilina y Craso, quien, según él, instó a Lucio Sergio a proceder a una acción decisiva lo antes posible:

Cuando oyero a Craso, sujeto noble, riquísimo y de suma autoridad, unos teniédolo por cosa increíble, otros, bien que lo creyesen, considerando que en un tiempo como aquel convenía más templar que irritar a un hombre tan poderoso, y los más de ellos por particulares obligaciones que a Craso debían, claman a una voz «que es falsa la declaración de Tarquinio, y piden que se vuelva a tratar de ello en el Senado».

Salustio. De Catilinae coniuratione, 48, 5.

Finalmente, las palabras de Tarquinio fueron declaradas oficialmente como una mentira. Incluso se sugirió que Cicerón había intentado calumniar a Craso; según Salustio, el propio Marco Licinio pensaba eso. Como resultado, los dos políticos se convirtieron en enemigos.

### Triunvirato

Distribución de las provincias entre los triunviros tras la reunión de Lucca (no se muestran las conquistas de César):
César: Galia Cisalpina, Galia Narbonense, Ilírica.
Pompeyo: Hispania Ulterior, Hispania Citerior.
Craso: Siria.
Otras provincias de la República romana.

En el año 62 a. C., Cneo Pompeyo llegó a Roma tras ganar la tercera guerra mitridática. Poco después de celebrar su triunfo, exigió que el Senado aprobara sus decisiones en Oriente y diera tierras a sus veteranos. Los senadores, sin embargo, se opusieron, considerando que la influencia de Pompeyo era excesiva. Entre los principales oponentes del triunviro, junto con Lúculo, Catón y Metelo Céler, estaba Craso. Como resultado, la decisión sobre el caso de Pompeyo comenzó a retrasarse.
Mientras tanto, César había regresado de Hispania en el verano de 60 a. C. e inmediatamente anunció sus planes de presentarse como cónsul al año siguiente. Cayo Julio pidió al Senado que le permitiera presentarse en ausencia para conservar el derecho al triunfo, pero se le negó. Estos acontecimientos se asocian a la creación del Primer Triunvirato (lat. triumviratus - «unión de tres hombres») en el que participan César, Pompeyo y Craso. La iniciativa la tuvo César, quien pensaba que en caso de una alianza con Pompeyo solo Marco Licinio se convertiría automáticamente en su oponente. Este último esperaba hacer del triunvirato un pilar político para proteger desde el Senado los intereses del «mundo empresarial», con el que estaba estrechamente vinculado.
Las circunstancias en las que surgió esta alianza no están suficientemente claras. Las pruebas de las fuentes son contradictorias, lo que parece deberse a la naturaleza intrínsecamente secreta de la alianza. Plutarco, Apiano, Tito Livio y Dion Casio escriben que el acuerdo se alcanzó antes de la elección de los cónsules, que se realizó en el verano de 60 a. C.; según Suetonio, esto ocurrió poco después de la elección, es decir, en el otoño de ese mismo año. Sin embargo, Veleyo Patérculo asigna la formación del triunvirato al año 59 a. C. El informe del único contemporáneo, Cicerón, es una breve y vaga referencia a algún tipo de negociación en una carta a Tito Pomponio Ático, escrita en diciembre de 60 a. C., evidencia actualmente utilizada para sugerir negociaciones entre los triunviros sobre asuntos privados hasta el comienzo del consulado de César.

Así, César buscó ganar influencia política, Craso buscó multiplicarla, Pompeyo buscó retenerla. Igualmente obsesionados por el ansia de poder del Estado, se unieron voluntariamente para hacerse con él.

Lucio Anneo Floro. Epítome, II, 13, 1.

César consiguió el consulado gracias al dinero de Craso, cuyo apoyo Licinio facilitó la aprobación de todos los decretos orientales de Pompeyo y una nueva ley agraria; Craso fue miembro de la comisión para la ejecución de los repartos de tierra entre los veteranos. Además, en interés de Marco Licinio, la renta de los publicanos se redujo en un tercio. Cuando César fue nombrado procónsul de la Galia Cisalpina por cinco años al final de su consulado, Craso trabajó con Pompeyo para asegurar que otra provincia, la Galia Narbonense, también le fuera asignada; sus satélites Aulo Gabinio y Lucio Calpurnio Pisón Cesonino se convirtieron en cónsules al año siguiente. Sin embargo, la popularidad del triunvirato disminuyó considerablemente hacia el final del consulado de César. Según S. Utchenko, se debía al hecho de que esta alianza, que esperaba combatir la usurpación del poder real por parte de un estrecho círculo de senadores nobilitas, pasó a controlar toda la vida en Roma.
En los años siguientes César libró la guerra de las Galias y los otros triunviros se quedaron en Roma. El influyente político demagogo Publio Clodio Pulcro, quien llegó a ser tribuno de la plebe en 58 a. C., comenzó a perseguir a Cicerón, y mientras Pompeyo se limitaba a quedarse de brazos cruzados, Craso adoptó una postura abiertamente hostil hacia Marco Tulio, quien, finalmente, se exilió. Un año más tarde, los partidarios del regreso de Cicerón, aprovechando que Clodio se había comprometido con su estilo político radical, hicieron que los triunviros se pusieran de su lado; se produjo una reconciliación entre Cicerón y Craso gracias a la mediación del hijo de este último, Publio Licinio. Paralelamente, se produjo un nuevo deterioro de las relaciones entre Pompeyo y Craso, debido a que Clodio trabajaba activamente contra el primero y muchos, incluido el propio Cneo, estaban convencidos de que Marco Licinio estaba detrás del extribuno, información conocida gracias a una carta de Cicerón a su hermano. A principios del año 56 a. C., los partidarios de Clodio intentaron poner a Craso al mando de un ejército para invadir Egipto con el pretexto de restaurar a Ptolomeo XII en el trono, pero no tuvieron éxito.
En abril de 56 a. C. los triunviros se reunieron en Lucca, donde doscientos senadores y casi todos los magistrados acudieron. El propósito de la reunión era eliminar las fricciones entre Craso y Pompeyo, y posiblemente entre Craso y César. Este objetivo se logró; Marco Licinio y Pompeyo acordaron presentarse como cónsules al año siguiente. Cayo Julio se comprometió a facilitar su elección enviando a sus soldados a votar. También se decidió prorrogar el mandato de César en la Galia por otros cinco años y conceder nombramientos similares a los otros dos triunviros. La elección de los cónsules, que normalmente se celebraba en verano, se retrasó y no tuvo lugar hasta enero de 55 a. C.; los soldados de César, dirigidos por su legado Publio Craso, hijo de Marco, se aseguraron de que la votación siguiera adelante. Pompeyo obtuvo la Hispania Citerior y Ulterior y Craso obtuvo Siria. La votación, según Plutarco, fue seguida de una reyerta en el foro: «Craso en persona... expulsó de la plaza, bañado en sangre, al senador Lucio Analio, quien se le opuso, dándole una puñada en el rostro».

### Campaña parta y muerte

Imperio parto. Carras queda ubicada entre las cabeceras de los ríos Tigris y Éufrates.

Se desconocen los planes militares originales de Marco Licinio en el año 55 a. C. Siria podría haber sido la base para una ofensiva tanto contra Partia como contra Egipto. Sin embargo, en abril de ese año llegó a Roma la noticia de que el gobernador sirio en funciones Aulo Gabinio ya había invadido esta última región. Craso, insatisfecho con esto, finalmente optó por la guerra con Partia. Plutarco informa sobre los grandiosos planes del cónsul, quien por fin tenía la oportunidad de obtener nuevas victorias:

...acalorado y fuera de tino, no ponía por término a su ventura la Siria o los partos, sino que mirando como niñería los sucesos de Lúculo con Tigranes y los de Pompeyo con Mitridates, pasaba con sus esperanzas hasta la Bactriana, la India y hasta el mar que yacía detrás de ellos.

Plutarco. Craso, 16.

En Roma, los planes de Marco Licinio encontraron una fuerte oposición, ya que Partia no parecía ser una amenaza para los intereses romanos, pero el éxito de la campaña fortaleció peligrosamente al ambicioso político. Los enemigos de Craso insistieron en que la guerra era impía, ya que se estaba rompiendo la paz sin una razón legítima en la existencia del tratado de paz y amistad celebrado por Pompeyo. Durante la asamblea, en la que se aprobó la ley de distribución de las provincias, Marco Licinio se opuso especialmente al tribuno de la plebe Ateyo, quien, incluso, ordenó al lictor que arrestara al primero y, cuando esto fracasó, sometió al cónsul a una maldición religiosa. Craso se adentró en la provincia, en contra de la tradición establecida, sin esperar siquiera al final de su año consular. En el año 54 a. C. invadió Mesopotamia y ocupó varias ciudades al otro lado del Éufrates. Regresó a Siria para pasar el invierno, algo que Plutarco calificó de grave error, debido a que, según su criterio, Marco Licinio dio tiempo al enemigo para prepararse, aunque entonces podría haber ocupado Babilonia y Seleucia.
En el invierno de 54-53 a. C. Craso saqueó el templo de Jerusalén y el santuario de la diosa Atargatis en la Hierápolis siria. Al mismo tiempo, su hijo Publio llegó con mil jinetes galos enviados por César, bajo cuyo mando el joven Craso había luchado en la Galia. El rey de Armenia Artavasdes II también acudió a Siria y ofreció a Marco Licinio su ejército, conformado por diez mil jinetes fuertemente armados, en caso de que los romanos marcharan a través de su reino hacia Atropatene, acción que posteriormente realizó Marco Antonio. Según él, las montañas y las colinas eran las más adecuadas para las batallas contra los partos, aunque, al parecer, Artavasdes también perseguía sus propios objetivos, con la intención de vengarse de su vecino hostil, el rey de Atropatene, con la ayuda de los romanos. Craso, aunque «muy complacido por el favor del rey», prefirió el plan original de invadir en profundidad la llanura mesopotámica sobre Seleucia.
En la primavera de 53 a. C., Marco Licinio se adentró de nuevo en Mesopotamia, con la esperanza de tomar la capital de invierno de los reyes partos, Seleucia, en el Tigris. Tenía siete legiones de infantería y cuatro mil jinetes bajo su mando. El rey parto Orodes II con las fuerzas principales invadió Armenia para privar a Craso del apoyo de la caballería de este reino; para cubrir Mesopotamia dejó al comandante Surena. Al parecer, los romanos planeaban llegar al Tigris y luego descender por él hasta Seleucia; para su desplazamiento desde el Éufrates hasta el Tigris eligieron una ruta infructuosa, debido a que se encontraba alejada del agua, lo que facilitaba un posible rodeo por parte de las tropas enemigas. El guía del ejército romano era el rey Abgar II, quien acabó siendo un agente de los partos. Los soldados de Craso eran constantemente molestados por la caballería ligera parta, y Artavasdes no pudo enviar los refuerzos prometidos, ya que él mismo estaba repeliendo la invasión enemiga. En Carras, en mayo del 53, Marco Licinio tuvo que aceptar la batalla en condiciones desfavorables. Los romanos sufrieron grandes pérdidas por parte de los arqueros montados partos, quienes dispararon a la infantería romana con total impunidad. Craso envió a su hijo Publio a atacar con una fuerza de seis mil hombres. Los partos fingieron una huida, lo que hizo que el joven Craso se alejara lo más lejos posible de la fuerza principal; finalmente fue atrapado y ejecutado. Al ver su cabeza clavada en una lanza, los romanos se desanimaron, pero, aun así, lograron resistir hasta el anochecer, y luego abandonaron el campamento con cuatro mil heridos y se refugiaron en Carras; Marco Licinio, quien había caído en la apatía, no hizo ningún intento de impedírselo.
La noche siguiente, los restos del ejército romano se dirigieron hacia la frontera en grupos separados. Sólo Cayo Casio Longino, quien ejercía el cargo de cuestor, pudo llegar a Siria con una fuerza de quinientos jinetes. Craso y sus cuatro cohortes, casi en la cordillera donde podían escapar del enemigo, fueron alcanzados por los partos. La situación desesperada obligó al procónsul a aceptar las negociaciones, aunque no se fiaba del enemigo. En una reunión con el general parto Surena, Craso inició la negociación, pero entonces ocurrió lo inesperado:

Mandó entonces Craso que le trajeran un caballo, a lo que repuso: «No es menester, porque el rey te da este»; y al mismo tiempo le presentaron un caballo con jaez de oro, en el que, cogiéndole en volandas, le pusieron los palafraneros y empezaron a dar latigazos al caballo para hacerle marchar precipitadamente. Octavio fue el primero que asió del freno, y después de él Petronio, uno de los tribunos, cercándole en seguida los demás y procurando todos contener el caballo y retirar a los que, por uno y otro lado, querían a fuerza llevarse a Craso. Suscitándose con esto confusión y alboroto, vínose, al fin, a los golpes, y desenvainando Octavio su espada atravesó a uno de aquellos palafreneros, haciendo otro tanto con Octavio uno de ellos, que se hallaba a su espalda. Petronio no se encontró con armas; y habiendo recibido un golpe, que no pasó de la coraza, saltó ileso del caballo. A Craso le quitó la vida un parto llamado Pomaxatres.

Plutarco. Craso, 31.

Dion Casio describe la suerte de Marco Licinio en términos similares, aunque difiere en algunos puntos: se acordó que los generales se reunirían a igual distancia de las tropas con igual número de hombres en la comitiva. Craso bajó a la llanura y los partos le ofrecieron un caballo. En la lucha que siguió, el triunviro fue malherido y capturado cuando las tropas partas acudieron al punto del encuentro. Según este historiador, los partos vertieron oro fundido en la boca de Craso como burla de su codicia. Según Plutarco, la cabeza y la mano derecha de Craso fueron enviadas a Orodes, quien en ese momento se había reconciliado con Artavasdes y estaba de festejo con él en la capital armenia de Artashat. La cabeza fue llevada al escenario frente a Artavasdes, Orodes y la corte durante una producción teatral de la tragedia Las Bacantes de Eurípides, puesta sobre un tirso por el actor que interpretaba a la madre de Penteo arremetiendo enloquecida con la cabeza de su hijo.

## Actividades intelectuales
Según Plutarco, Craso era «muy instruido en la historia y aun algo dado a la filosofía». Una vez dijo que nadie en su familia había vivido más de sesenta años, y de ahí que la historiografía concluya que Marco Licinio conocía bien la historia de su familia.
Craso dedicó un gran esfuerzo a dominar el arte de la oratoria. Cicerón afirma que Marco Licinio no tenía el talento adecuado, pero lo compensó con «un trabajo diligente y una influencia benévola», con lo que alcanzó un gran éxito. «Su lenguaje era puro, su expresión no era ni baja ni impropia, y sus ideas bien digeridas: pero no tenía nada de florido y ornamental; y el verdadero ardor de su mente no estaba apoyado por ningún esfuerzo vigoroso de su voz, de modo que pronunciaba casi todo en el mismo tono uniforme». Plutarco, por su parte, dice que Craso era uno de los mejores oradores de Roma «por naturaleza».
Se conocen los nombres de varios de los acusados que defendió Craso: Lucio Licinio Murena, acusado de sobornar a los votantes en 63 a. C.; Publio Sestio y Marco Celio Rufo, acusados en 56 a. C. de violencia; Lucio Cornelio Balbo, acusado en 56 a. C. de apropiación indebida de la ciudadanía romana. En todos estos juicios el compañero de Craso fue Cicerón.

## Familia
Craso estaba casado con Tértula, viuda de su hermano mayor Publio, quien murió a más tardar en 88 a. C., y, siguiendo la antigua costumbre romana, se casó con ella no más tarde del año 86. No se sabe nada de los orígenes de Tértula, además, las fuentes ni siquiera dan su nomen, puesto que el cognomen Tertulla es un diminutivo cariñoso de Tertius, «el tercero». De este matrimonio nacieron dos hijos, Marco y Publio, y, de acuerdo con los datos onomásticos romanos y en los detalles de la carrera de los hermanos, el nacimiento del primero se sitúa en la primera mitad del año 85 a. C., y el del segundo en 82 u 81 a. C.; sin embargo, existe la hipótesis de que Publio era el hermano mayor.
Las fuentes hablan de la infidelidad conyugal de Tértula, quien era la amante de César, y uno de sus hijos, según Plutarco, era muy parecido en apariencia a un tal Axio, «lo que manchó a su madre con una vergonzosa sospecha». Sin embargo, Craso vivió toda su vida en un solo matrimonio, lo que lo distinguió de muchos otros de sus contemporáneos; Cicerón describió su casa como «virtuosísima» en uno de sus discursos.

## Craso en las fuentes
Marco Licinio ocupa un lugar destacado en muchas de las obras de su contemporáneo más joven, Marco Tulio Cicerón. Sin embargo, este último menciona a Craso casi exclusivamente con desagrado, exceptuando en algunos discursos públicos, generalmente pronunciados en aquellos juicios en los que Cicerón y Craso estaban en el mismo bando, e incluso le llama sinvergüenza. No obstante, Marco Tulio escribió a Craso en enero de 54 a. C., cuando ya había partido hacia Siria, sobre una «vieja amistad», admitiendo que había sufrido «un cambio de fortuna». Sin embargo, O. Liubimova calificó la carta de «halagadora y poco sincera», y el propio Cicerón se disculpó ya en diciembre de 54 por esta reconciliación forzada con Léntulo Espínter. Además, hubo tres conflictos importantes entre los dos políticos: cuando Cicerón atribuyó un papel importante en la derrota de Espartaco a Pompeyo y cuando Craso apoyó a los enemigos de Cicerón, Publio Clodio y Aulo Gabinio. A principios de los años 50 a. C., Cicerón escribió un ensayo en el que hacía varias acusaciones contra Marco Licinio, pero ordenó que no se publicara antes de su muerte. Sin embargo, el texto no ha sobrevivido y es difícil juzgar el contenido de esta obra. Después de la muerte de Craso, Cicerón no escribió sobre él durante siete años; en su tratado Bruto habló muy modestamente de las dotes de oratoria de Marco Licinio, mientras que en sus tratados posteriores, empezando por la Paradoxa Stoicorum, habló de Craso como un ejemplo de egoísmo.
О. Liubimova cree que en sus últimas obras Cicerón creó una imagen distorsionada del «Craso codicioso», que luego se transmitió a otras fuentes e incluso a la historiografía, eclipsando la imagen real del «Craso político». Así, según Veleyo Patérculo, aunque Marco Licinio «era, en su carácter general, completamente recto y libre de deseos básicos, en su lujuria por el dinero y su ambición por la gloria no conocía límites ni aceptaba obligaciones». Según Lucio Anneo Floro, la muerte de Craso fue un castigo por su «lujuria por el oro parto». Orosio también escribe sobre su «irreprimible sed de beneficios».
La caracterización más extensa de Craso la dejó Plutarco, quien emparejó al cónsul romano con el ateniense Nicias:

Picábase, sin embargo, Craso de acoger bien a los forasteros, estando abierta su casa a todos ellos; prestaba a los amigos sin interés; pero, vencido el plazo, exigía con tanto rigor el pago, que la primera gracia venía a hacerse más inaguantable que habrían sido las usuras. Para franquear su mesa era bastante generoso y popular, y aunque ésta no era espléndida, el aseo y la amabilidad la hacían más apetecible que hubiera podido hacerla el ser más exquisita y costosa. En cuanto a instrucción, se ejercitó en la elocuencia, especialmente en la parte oratoria, que es de mayor y más extensa utilidad; y habiendo llegado a sobresalir en esta arte entre los más aventajados de Roma, en el trabajo y en el celo excedió aun a los más facundos; porque ninguna causa tuvo por tan pequeña y despreciable que no fuese preparado para hablar en ella, y muchas veces, rehusando Pompeyo y César, y aun el mismo Cicerón, levantarse y tomar la palabra, él concluía la defensa; con lo que se ganó el afecto, como patrono solícito y diligente. Ganóselo también con su humanidad y popularidad para con las gentes, pues nunca Craso, saludado de un ciudadano romano, por miserable y oscuro que fuese, dejó de corresponderle por su nombre.

Plutarco. Craso, 3.

## Craso en la historiografía

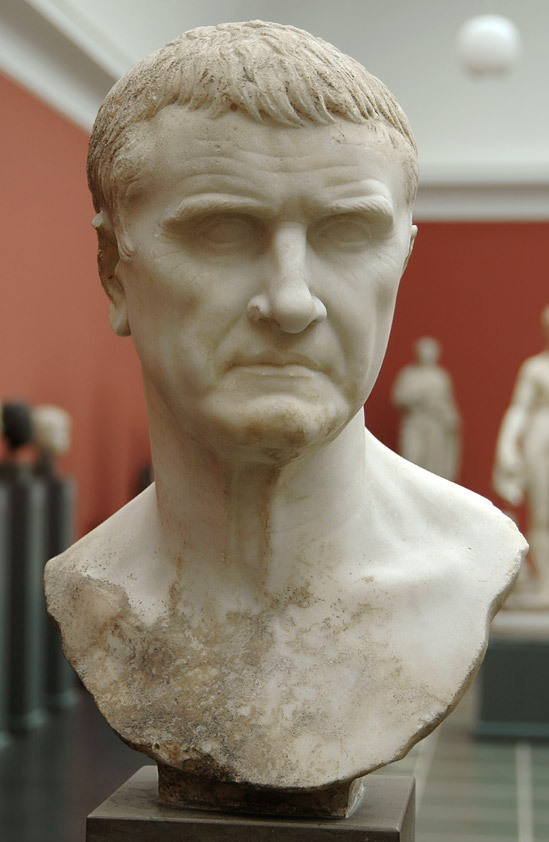
Busto hallado en Roma, tradicionalmente identificado como Craso.

Debido a su ignominioso final durante la campaña parta, Craso no recibió tanto escrutinio en la historiografía como sus compañeros del triunvirato. Durante mucho tiempo se le consideró menos capaz y menos decidido que Pompeyo y César y también como alguien que priorizó la riqueza sobre el poder. Michael Heltzer incluso le llamó «burgués calculador».
En 1966, Frank Adcock produjo una obra corta titulada Marcus Crassus, Millionaire (Marco Craso, millonario). El investigador británico propuso una serie de tesis destinadas a reconsiderar parcialmente la interpretación tradicional de la personalidad de Craso y de diversos aspectos de sus actividades. En particular, Adcock destacó el impacto de la muerte de su padre en el inicio de la carrera de Marco Licinio y sugirió que el joven Craso no fue el principal responsable de la victoria en la batalla de la Puerta Collina. El erudito británico planteó la hipótesis de que Marco Licinio había apoyado a Catilina, sin querer involucrarse en la conspiración, sino sólo con la esperanza de ayudar a este último en su ascenso profesional; permitió que la autodisolución de los censores en 65 a. C. fuera el resultado de un fracaso en la cuestión transpadana más que en la egipcia. Adcock también sugirió que a Craso no le movía el ansia de poder, sino el mero deseo de enriquecerse, argumento que también se encuentra en las fuentes, y que el objetivo de la campaña parta era controlar el comercio de la seda. Finalmente, el investigador británico, siguiendo a Ronald Syme, desarrolló la idea de que el relato de la disputa entre Craso y Pompeyo en las fuentes existentes es producto de la propaganda política de mediados del siglo I a. C. Al mismo tiempo, el retrato que Adcock hizo de Craso seguía siendo, en opinión de los críticos, un líder militar valiente y enérgico, pero sin suficiente talento.
A finales de la década de 1970 se publicaron otras dos monografías sobre Craso en inglés. En 1976, Bruce Marshall publicó una síntesis del triunviro Crassus: A Political Biography, y ya en 1977, la monografía de Allen Ward Marcus Crassus and the Late Roman Republic. A diferencia de Plutarco, quien se concentró en la campaña parta, Allen Ward dedica poco espacio a esta operación, y mucho menos a la supresión de la rebelión de Espartaco. En particular, el autor ofrece sus propias teorías para el movimiento de las tropas de Craso a través de Italia. El investigador niega la existencia de la primera conspiración de Catilina, cree que Craso y César sí apoyaron a este último, y que a lo largo de 63 a. C. hicieron un doble juego con los conspiradores y senadores. Ward presta mucha atención al estudio de los vínculos prosopográficos dentro de la nobleza y su influencia en la política romana. Además, Ward, a diferencia de Adcock, reconoce plenamente la existencia de una disputa entre Craso y Pompeyo. Sin embargo, el autor, como señalan los críticos, no dice nada sobre los orígenes de esta enemistad, ni revela el proceso de acumulación de una gran riqueza. De todas formas, debido en parte al mal estado de las fuentes, muchas de sus afirmaciones se enmarcan en conjeturas prudentes. En general, Ward describe a Craso como un intrigante sin un programa político definido, quien a menudo recurre al compromiso; para él la riqueza era un medio más que un fin.
A principios de la década de 2010, la investigadora rusa O. Liubimova publicó una serie de artículos sobre las primeras etapas de la vida de Craso. En ellos trata de demostrar, en particular, que Marco Licinio durante la mayor parte de los años 70 a. C. abogaba por la restauración del poder de los tribunos del pueblo; examina el problema de la participación de Craso en la conspiración de Catilina; se sitúa en el contexto político general del juicio de Marco Licinio y la vestal Licinia en el año 73 a. C.; sugiere los orígenes del conflicto entre Craso y Pompeyo.

## Craso en la cultura contemporánea
En el habla cotidiana de países hispanoparlantes, la expresión «craso error» alude a una equivocación cometida de enorme gravedad, lo que hace referencia a la mala decisión empledada por Craso de invadir Partia, que terminó con su muerte y siendo una de las mayores derrotas de la historia romana.
Marco Licinio se convirtió en un personaje de varias obras de ficción. Estas son las novelas llamadas Espartaco de Raffaello Giovagnoli (1874) y Howard Fast (1951), de Vasili Yan (1933), y la dilogía de Andrei Valentinov, la novela Espartaco: La rebelión de los esclavos de Max Gallo (2006), y las novelas de Colleen McCullough Favoritos de la fortuna (1993) y Las mujeres de César (1996).
Craso aparece en varios largometrajes sobre la rebelión de Espartaco:
- En la película de 1960 Espartaco, el papel de Craso fue interpretado por Laurence Olivier.[201]
- En la película de 2004 Espartaco, el papel de Craso fue interpretado por Angus Macfadyen.[202]
- En la serie de 2013 Spartacus: War of the Damned, el papel de Craso fue interpretado por Simon Merrells.[203]